# Обсерваторія Лулінь
Обсерваторія Лулінь — астрономічна обсерваторія, заснована 1999 року на горі Лулінь, у центральній частині острова Тайвань. Обсерваторія належить Інституту астрономії Національного центрального університету.

## Інструменти обсерваторії

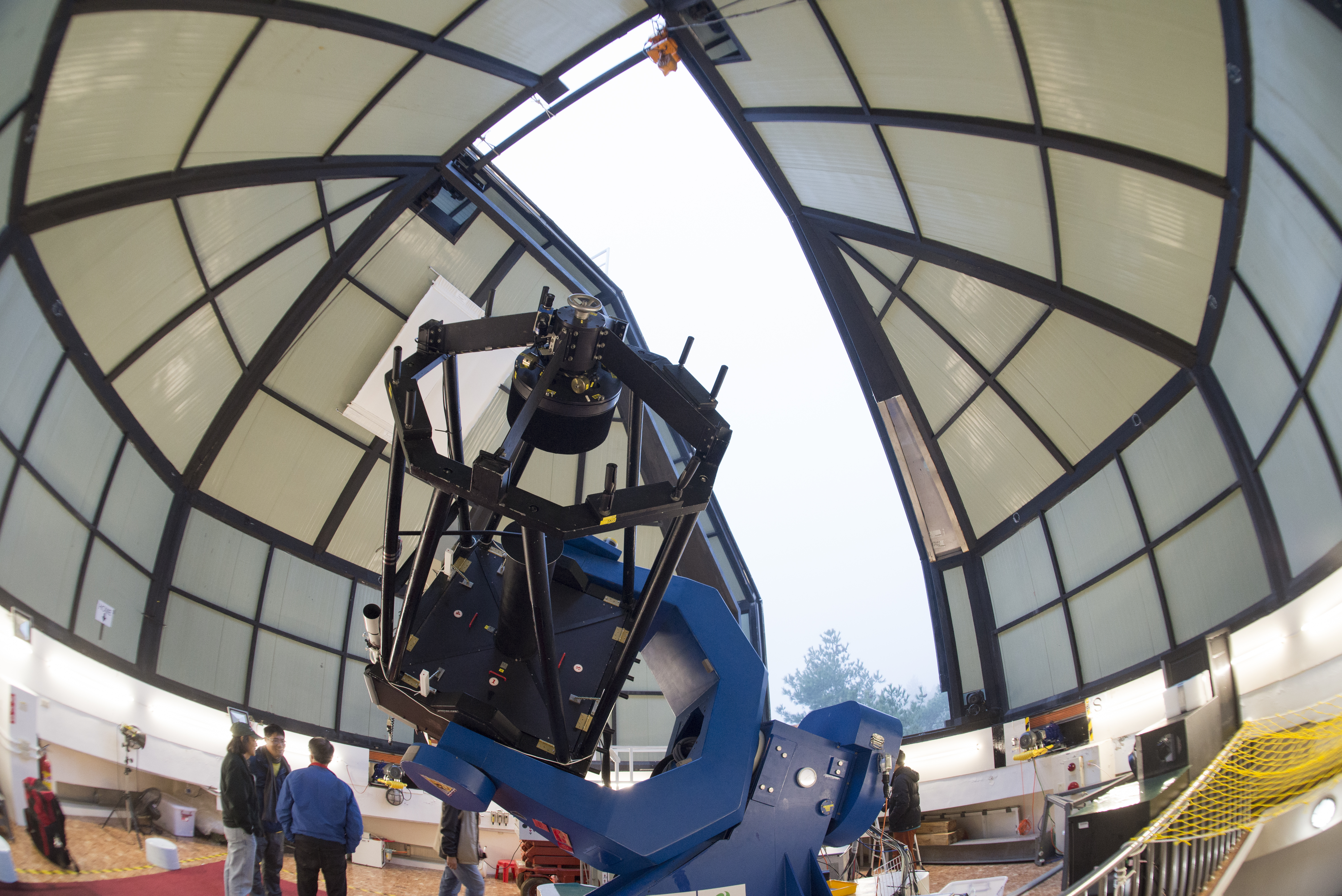
Під куполом телескопу

- Lulin One-meter Telescope (LOT) — D=1 м, f/8, системи Кассегрена
- Super Light Telescope (SLT) — D=0.40 м, f/8.8, системи Річі — Кретьєна[1]
- Чотири роботизовані телескопи проекту TAOS (D=0.50 м, f/1.9)

## Проєкти
- LUlin Sky Survey (LUSS) — пошук комет та астероїдів (2006—2009)[2]. У ході зйомки було виявлено 781 новий об'єкт, включаючи комету C/2007 N3 (Лулінь)[en] і три фрагменти комети 73P/Швассмана-Вахмана[en][3]
- Тайвансько-американський огляд покриттів (TAOS) — Спостереження покриттів зір астероїдами[4][5]
- Lulin Emission Line Imaging Survey (LELIS) — пошук залишків наднових. Спостереження проводяться за допомогою 3 фотооб'єктивів Canon (D=11см) з трьома фільтрами: H-альфа, [OIII] та [SII].
- Exoearth Discovery & Exploration Network (EDEN) — пошук екзопланет за допомогою транзитного методу[6]